# Belleville (Kansas)
Belleville is een plaats (city) in de Amerikaanse staat Kansas, en valt bestuurlijk gezien onder Republic County.

## Demografie
Bij de volkstelling in 2000 werd het aantal inwoners vastgesteld op 2239.
In 2006 is het aantal inwoners door het United States Census Bureau geschat op 1911, een daling van 328 (-14,6%).

## Geografie
Volgens het United States Census Bureau beslaat de plaats een oppervlakte van
5,1 km², waarvan 5,0 km² land en 0,1 km² water. Belleville ligt op ongeveer 476 m boven zeeniveau.

## Plaatsen in de nabije omgeving
De onderstaande figuur toont nabijgelegen plaatsen in een straal van 24 km rond Belleville.

## Geboren
- Nick Hague (1975), astronaut